# Cardiocondyla obscurior
Cardiocondyla obscurior (лат.) — вид муравьёв рода Cardiocondyla из подсемейства мирмицин (Myrmicinae). Инвазивный пантропический вид с предполагаемым нативным ареалом в Юго-Восточной Азии. В новых частях ареала встречается, в том числе, в таких местах как плантации фруктовых деревьев и городские парки. Мелкие муравьи (длина тела около 2 мм), семьи малочисленные (несколько сотен особей), гнездятся в кустарниках и деревьях, в том числе в мёртвых ветвях и галлах.

## Распространение и экология
Встречаются в тропиках и субтропиках на всех материках, кроме Австралии и Антарктиды. Основываясь на географическом распределении видов с ранним дивергированием в роде Cardiocondyla, вид C. obscurior предположительно происходит из Юго-Восточной Азии, но в дальнейшем был распространен в нарушенных местообитаниях, таких как плантации фруктовых деревьев и городские парки в тропиках и субтропиках в результате деятельности человека.
C. obscurior гнездится в зарослях кустарников и деревьев на высоте 2—5 м над уровнем земли; он был обнаружен в мёртвых ветках таких деревьев, как коралловое дерево Erythrina variegata (Окинава), в карликовых кокосах (Бразилия), в галлах акации (Бразилия), в мёртвой ветке на дереве (Флорида), на дереве фикуса (Израиль), в галлах куста тамарикса Tamarix (Израиль) и в полости кокоса высоко на дереве (Занзибар).

## Описание
Мелкие муравьи, длина около 2 мм. Голова и грудь желтовато-коричневые, брюшко буроватое. Голова и грудь в ямчатых морщинках. Лоб узкий, голова короткая. Проподеальные шипики короткие, острые. Членики стебелька широкие и высокие. Брюшко гладкое, блестящее. Первый тергит брюшка сильно увеличенный. Стебелёк между грудкой и брюшком состоит из двух члеников: петиолюса и постпетиолюса (последний четко отделен от брюшка), жало развито, куколки голые (без кокона).
Обычно колонии C. obscurior содержат несколько десятков или сотен рабочих, одну или несколько маток и одного бескрылого «эргатоидного» самца. Эргатоидные самцы представляют собой эволюционную новинку и, в отличие от самцов других социальных перепончатокрылых, они относительно долгожители и демонстрируют пожизненный сперматогенез. Муравьи C. obscurior имеют короткое развитие (примерно 30 дней от яйца до взрослой особи) и время генерации (примерно 14 дней от вылупления новой матки до производства первого яйца), а спаривание происходит между братьями и сестрами в гнезде.
Cardiocondyla obscurior и родственные ему виды C. wroughtonii — единственные известные представители более 100 описанных видов рода Cardiocondyla, которые приняли древесный образ жизни, а не гнездятся в почве и расщелинах скал.
Матки C. obscurior живут в среднем около 6 месяцев, рабочие — три-четыре месяца. Спаривание имеет заметный эффект и, как правило, увеличивает продолжительность жизни матки, независимо от скорости её откладки яиц. В целом плодовитость маток положительно коррелирует с продолжительностью жизни. Как правило, яйцекладка начинается через 1-2 недели после спаривания, увеличивается до достижения матками среднего возраста, выходит на плато и уменьшается только в последние 1-2 недели перед смертью матки. Долгая жизнь спарившихся маток может быть прямым физиологическим следствием спаривания, а не косвенным воздействием социальной среды, поскольку рабочие одинаково относятся к маткам разной плодовитости, а изолированные королевы живут дольше после репродуктивной активации по сравнению с непродуктивными царицами.
Экспериментально обнаружено, что семенная жидкость даже стерилизованных самцов Cardiocondyla obscurior после спаривания продлевает продолжительность жизни маток.
Диплоидный хромосомный набор C. obscurior в Японии имеет 2n = 52 хромосомы, в то время как в инвазивных популяциях в США обнаружено 2n = 48.
Эндосимбионтные бактерии (Candidatus Westeberhardia cardiocondylae и Wolbachia sp.) обитают в специализированных клетках бактериоцитах муравьёв, а также в яичниках маток, откуда они передаются потомству вертикально. Популяции Cardiocondyla obscurior в Старом и Новом Свете содержат различные штаммы Wolbachia и только штамм Старого Света управляет воспроизводством хозяина, вызывая цитоплазматическую несовместимость (CI) при гибридных скрещиваниях. Эндосимбионт обеспечивает своего муравьиного хозяина молекулой-предшественником тирозина, используемой в развитии кутикулы.
Эти бактерии играют роль посредников воздействия антибиотиков. В 2021 году было обнаружено, что воздействие рифампицином отрицательно влияло на плодовитость маток и продуктивность колоний. Яичники маток, собранные из обработанных рифампицином колоний, были сильно дегенерированными. Помимо производства меньшего количества яиц, обработанные колонии также производили меньше куколок, а некоторые колонии вообще не производили куколок. Кроме того, жизнеспособность сперматозоидов самцов, произведенных в колониях, обработанных рифампицином, была значительно снижена, что указывает на эффект антибиотиков на приспособленность самцов муравьёв. Также рифампицин значительно снижал титры основных бактериальных эндосимбионтов этого муравья.

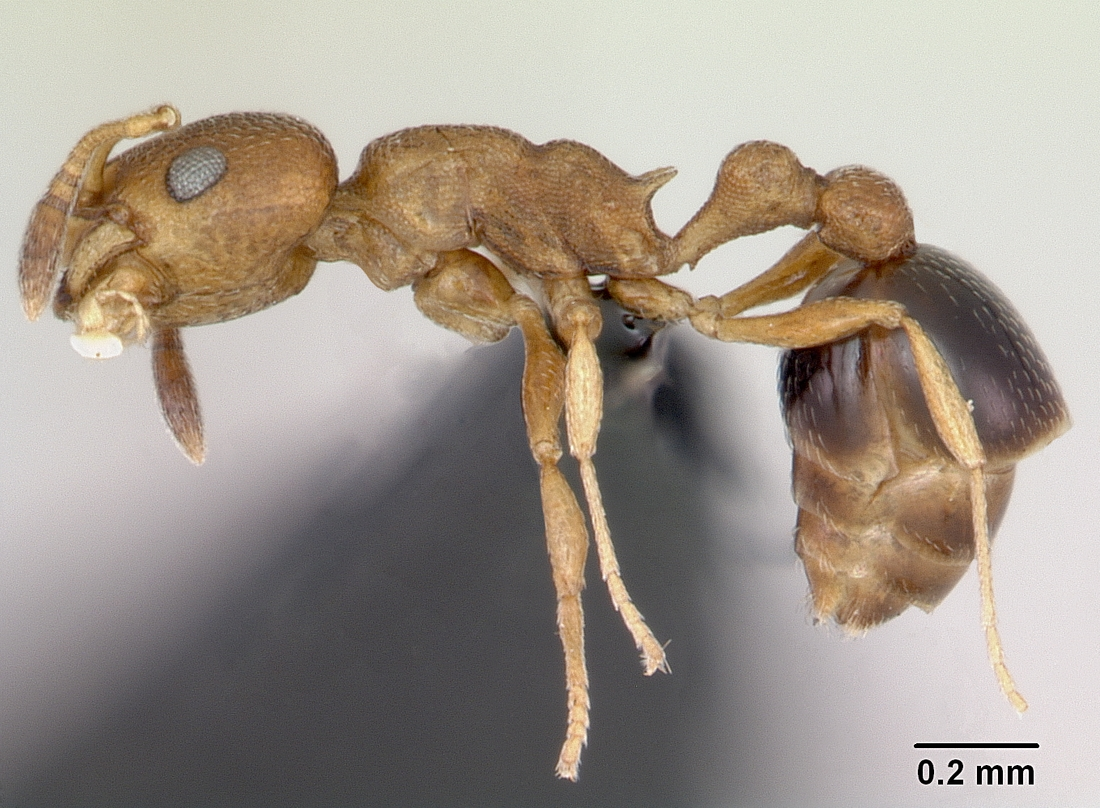
Рабочий сбоку
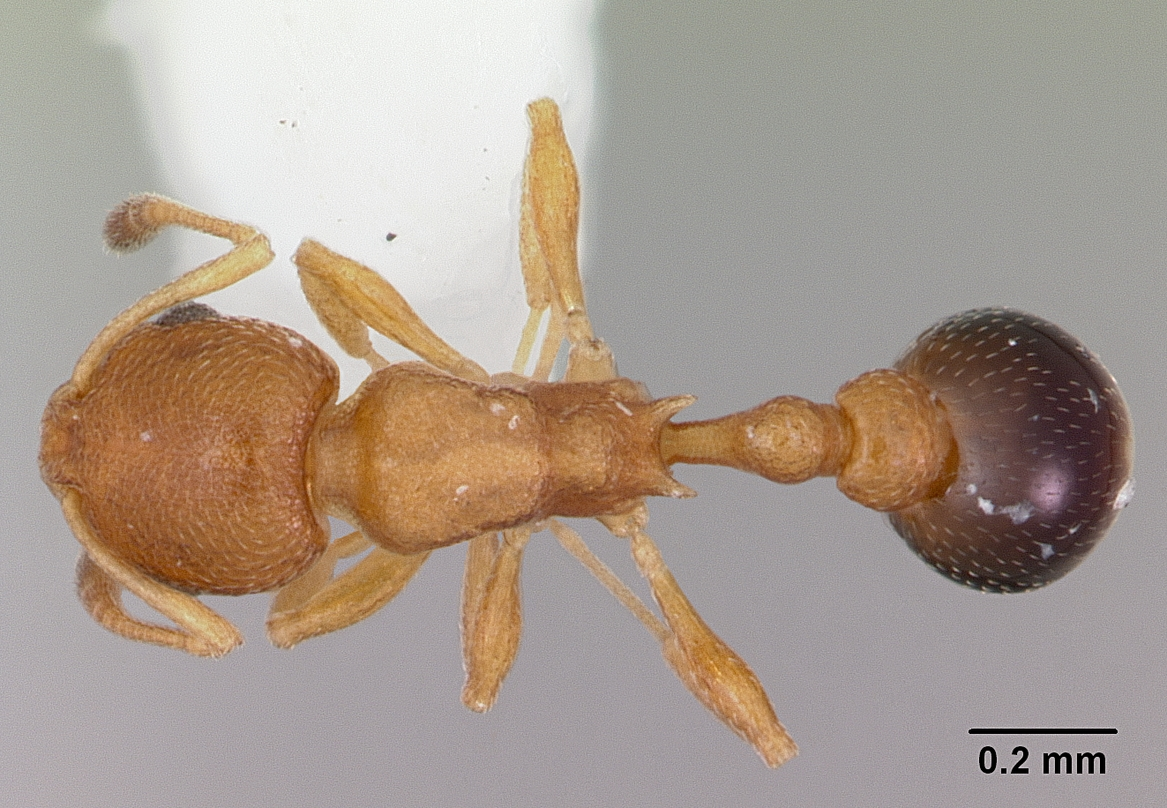
Рабочий сверху
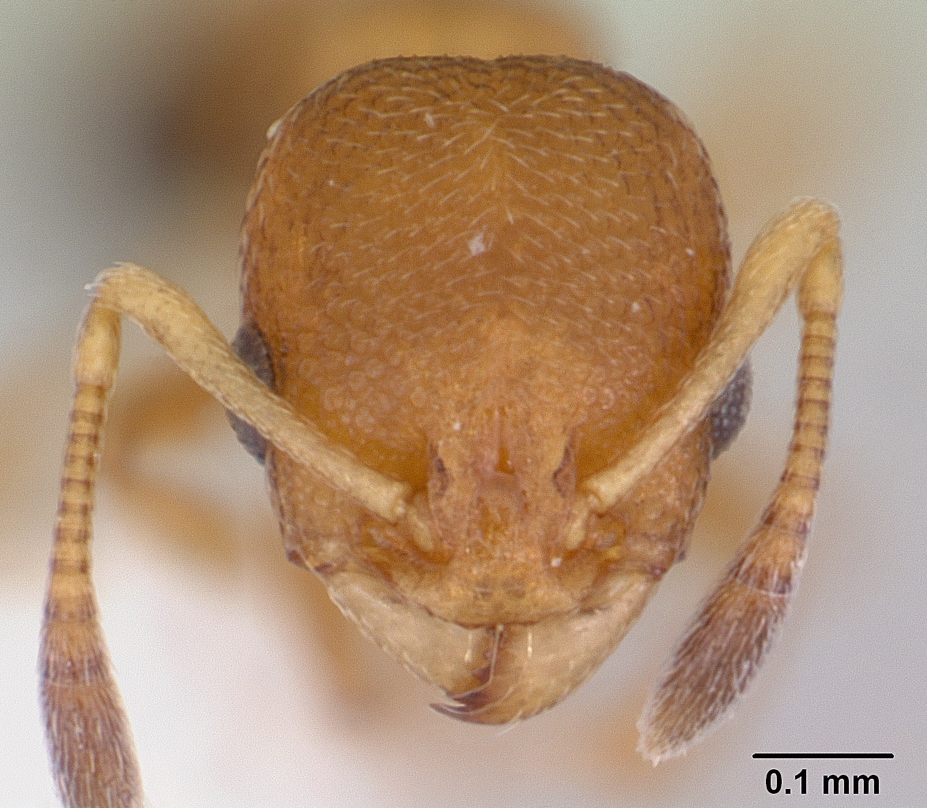
Голова рабочего
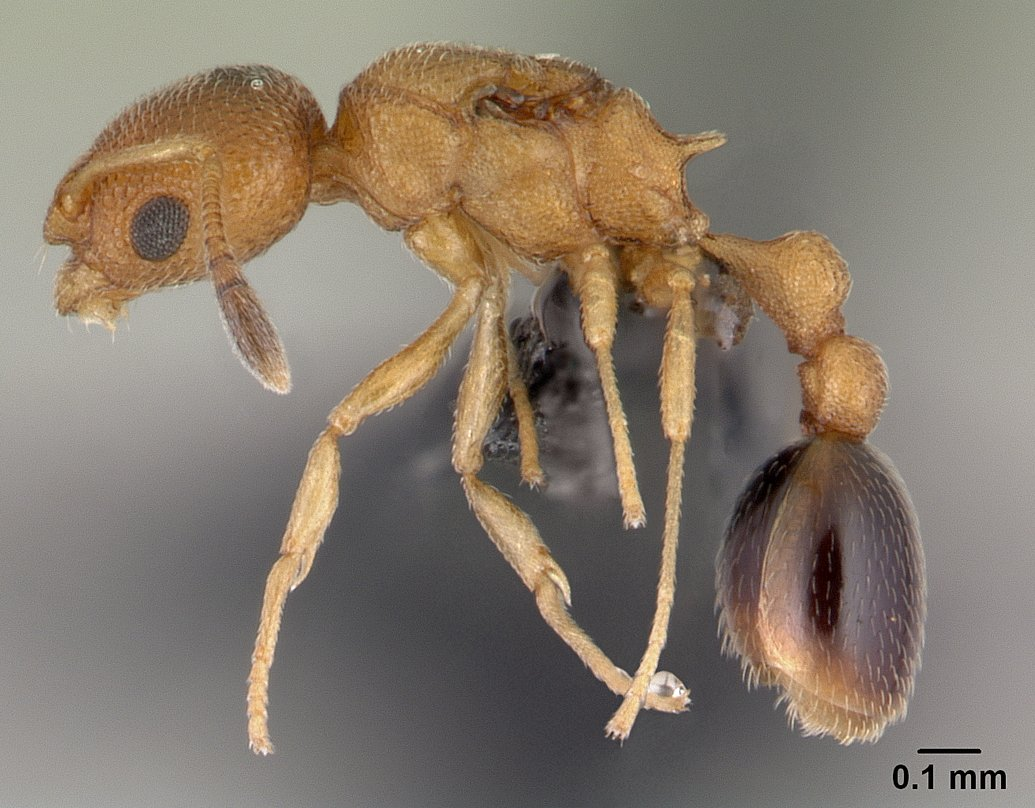
Самка сбоку
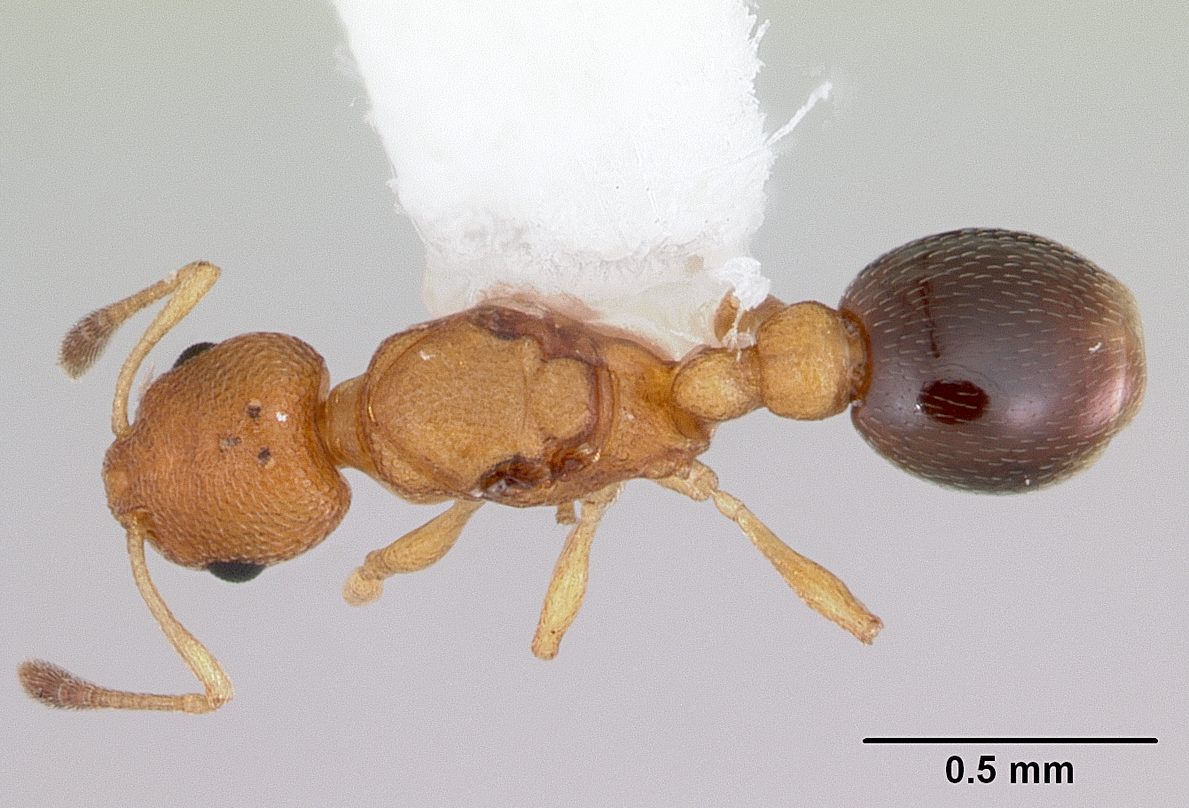
Самка сверху
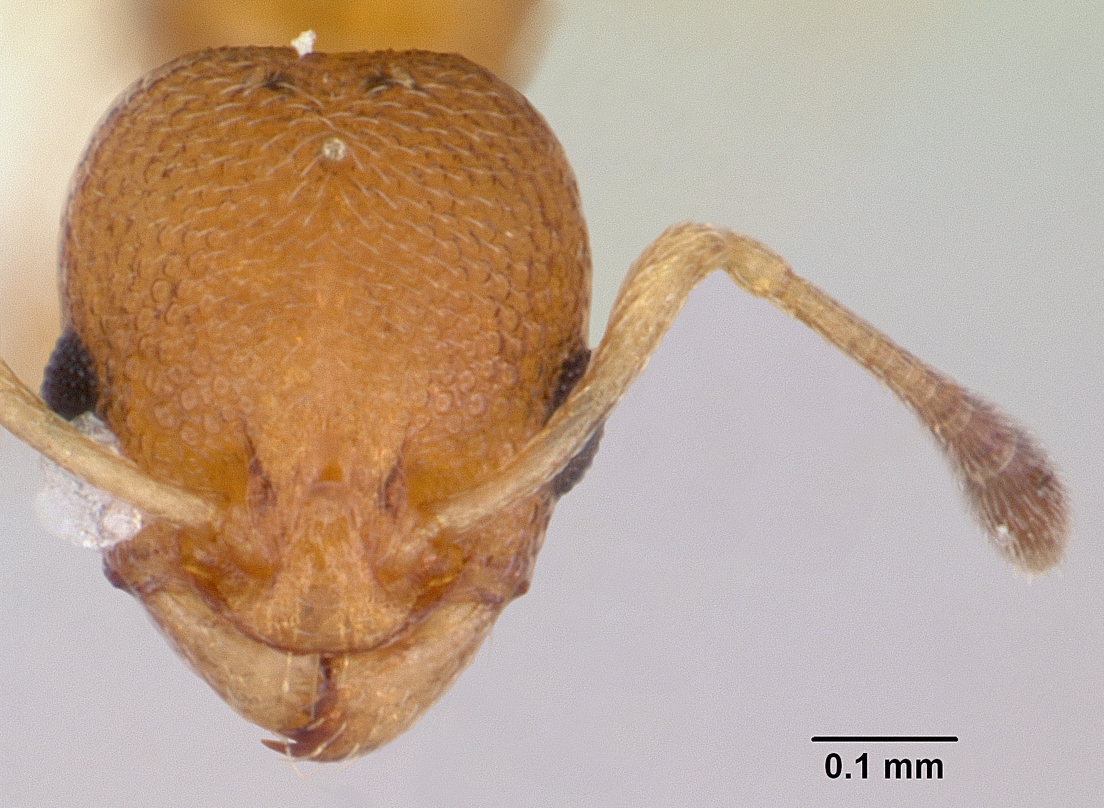
Голова самки

## Систематика

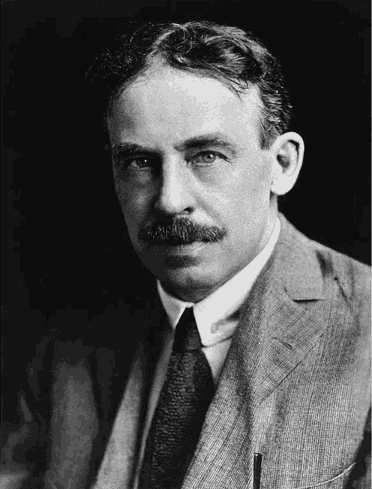
Уильям Уилер, впервые описавший Cardiocondyla obscurior

Вид был впервые описан в 1929 году американским энтомологом Уильямом Уилером (1865—1937) по материалам с острова Тайвань под названием Cardiocondyla wroughtoni var. obscurior, а его валидный статус подтверждён в ходе ревизии, проведённой в 2003 году немецкими мирмекологами Б. Зейфертом (Bernhard Seifert; Зенкенбергский музей) и С. Фрошаммер (Sabine Frohschammer; Регенсбургский университет). Включен в видовую группу Cardiocondyla wroughtonii group, для которой характерен следующий признак: спереди постпетиолярный стернит с каждой стороны с заметным продольным валиком, оканчивающимся передневентральной вмятиной или изогнутым полувыпуклым углом. Рабочие C. obscurior отличаются от Cardiocondyla wroughtonii более тёмным брюшком, короткой головой, малым заглазничным расстоянием, узким лбом, широкими и высокими члениками стебелька, большим расстоянием между основаниями проподеальных шипиков и их небольшой длиной.
- Группа видов Cardiocondyla wroughtonii
  - Cardiocondyla nana Seifert, 2003
  - Cardiocondyla obscurior
  - Cardiocondyla shagrinata Seifert, 2003
  - Cardiocondyla wroughtonii (Forel, 1890)